# Andrew K. Hay
Andrew Kessler Hay (* 19. Januar 1809 bei Lowell, Massachusetts; † 7. Februar 1881 in Winslow, New Jersey) war ein US-amerikanischer Politiker. Zwischen 1849 und 1851 vertrat er den Bundesstaat New Jersey im US-Repräsentantenhaus.

## Werdegang
Andrew Hay besuchte die öffentlichen Schulen seiner Heimat und arbeitete danach in der Herstellung von Fensterglas. Im Jahr 1829 zog er nach Waterford Works in New Jersey und später nach Winslow. In beiden Orten war er mit der Glasherstellung beschäftigt. Außerdem stieg Hay in das Immobiliengeschäft ein und er wurde in der Landwirtschaft tätig. Politisch wurde er Mitglied der Whig Party. Bei den Kongresswahlen des Jahres 1848 wurde er im ersten Wahlbezirk von New Jersey in das US-Repräsentantenhaus in Washington, D.C. gewählt, wo er am 4. März 1849 die Nachfolge von James G. Hampton antrat, der nicht mehr kandidiert hatte. Da er im Jahr 1850 auf eine Wiederwahl verzichtete, konnte Hay bis zum 3. März 1851 nur eine Legislaturperiode im Kongress absolvieren.
Nach dem Ende seiner Zeit im US-Repräsentantenhaus nahm Hay seine früheren Tätigkeiten wieder auf. Politisch schloss er sich nach der Auflösung der Whigs der Republikanischen Partei an. Im Jahr 1872 war er einer der republikanischen Wahlmänner, die Präsident Ulysses S. Grant offiziell in seine zweite Amtszeit wählten.  Von 1872 bis 1876 war Andrew Hay Präsident der Eisenbahngesellschaft Camden and Atlantic Railroad. Er starb am 7. Februar 1881 in Winslow.